# Rouge (groupe)
Pour les articles homonymes, voir Rouge (homonymie).
Rouge est un girl group brésilien, formé pendant de la première saison de l'émission de télé réalité Popstars sur SBT en 2002. En quatre ans de carrière, il a  obtenu au Brésil 4 disques d'or, 3 de platine et 1 de diamant, devenant ainsi le groupe brésilien le plus vendeur de tous les temps.
Le 17 octobre 2012, le groupe a annoncé qu'il ferait un retour pour la performance de certains spectacles, mais sans le membre Luciana Andrade. Bien qu'ils aient enregistré de nouvelles chansons en 2013, le retour n'a pas été réalisé en raison des bureaucraties. Le 12 septembre 2017, le groupe a annoncé à travers sa page Facebook officielle un spectacle avec la programmation originale du 13 octobre 2017 à Rio de Janeiro, célébrant ses 15 ans de carrière. Un nouveau spectacle était prévu pour le 14 octobre après que les billets pour le premier concert aient été vendus. Dans le même mois, le retour définitif du groupe a été décrété. En novembre 2017, Rouge signe avec Sony Music et annonce une tournée commémorative de quinze ans,.

## Membres
- Aline Wirley (2002—2006, 2017—actuellement)
- Fantine Thó (2002—06, 2017—actuellement)
- Karin Hils (2002—06, 2017—actuellement)
- Li Martins (2002—06, 2017—actuellement)
- Luciana Andrade (2002—2004, 2017—actuellement)

## Discographie
Total des ventes d'albums : 6 millions.

### Albums studio
| Sortie | Titre            | Ventes    | Récompense (Brésil) |
| ------ | ---------------- | --------- | ------------------- |
| 2002   | Rouge            | 2.000.000 | Diamant             |
| 2003   | C'est la Vie     | 250.000   | 2x Platine          |
| 2004   | Blá Blá Blá      | 100.000   | Platine             |
| 2005   | Mil e Uma Noites | 50.000    | 2x Or               |

### Autres albums
| Sortie | Titre         | Ventes  | Récompense (Brésil) |
| ------ | ------------- | ------- | ------------------- |
| 2002   | Rouge Remixes | 100.000 | Or                  |

### Singles
| Sortie | Chanson               | Classement (Brésil) | Album            |
| ------ | --------------------- | ------------------- | ---------------- |
| 2002   | Não Dá Pra Resistir   | 22                  | Rouge            |
| 2002   | Ragatanga             | 1                   | Rouge            |
| 2002   | Beijo Molhado         | 28                  | Rouge            |
| 2003   | Brilha la Luna        | 1                   | C'est la Vie     |
| 2003   | Um Anjo Veio Me Falar | 12                  | C'est la Vie     |
| 2003   | Vem Cair na Zueira    | 9                   | C'est la Vie     |
| 2004   | Blá Blá Blá           | 2                   | Blá Blá Blá      |
| 2004   | Sem Você              | 4                   | Blá Blá Blá      |
| 2004   | Pá Pá Lá Lá           | 15                  | Blá Blá Blá      |
| 2004   | Vem Dançar            | 61                  | Blá Blá Blá      |
| 2005   | Vem Habib (Wala Wala) | 4                   | Mil e Uma Noites |
| 2005   | O Amor é Ilusão       | 10                  | Mil e Uma Noites |